# 2K Sports
 (juillet 2019).
Si vous disposez d'ouvrages ou d'articles de référence ou si vous connaissez des sites web de qualité traitant du thème abordé ici, merci de compléter l'article en donnant les références utiles à sa vérifiabilité et en les liant à la section « Notes et références ».
2K Sports est une filiale de 2K Games. Elle comprend le studio de développement Visual Concepts, racheté à Sega en 2005. 2K Sports développe et publie principalement des jeux vidéo de sports américains, telle la série NBA 2K.

## Histoire
En janvier 2005, Take-Two Interactive fait l'acquisition de la totalité du capital du studio Visual Concepts, de l'ensemble de sa filiale Kush Games, des développeurs de certains titres de sport de l'entreprise, ainsi que certains droits de propriété intellectuelle associés à ces produits, pour un montant de 24 millions de Dollars à Sega.
2K Sports avait acheté à la fin de l'année 2004 à Microsoft Studios, le studio Indie Built, notamment connu pour les séries Amped, Links et Top Spin. Le studio est fermé en avril 2006, mais malgré tout, 2K Sports possède toujours les droits de ses propriétés intellectuelles. La société possède également l'exclusivité des droits pour produire des jeux avec les licences de la Ligue majeure de baseball et du World Poker Tour.
En février 2013, à la suite de la faillite de THQ en décembre 2012, Take-Two Interactive la société mère de 2K Sports, acquiert les droits de la licence WWE auprès de la World Wrestling Entertainment. Ce nouveau contrat lie l'éditeur avec la WWE et Yuke's, le développeur des jeux de la franchise.
En août 2022, 2K Sports retire les précédents épisodes de WWE et leurs DLCs respectifs de la vente sur les plateformes de distribution de contenu en ligne, tels que Steam.

## Jeux
- All-Pro Football 2K8 (2007)
- Amped 3 (2005)
- College Hoops 2K6 (2005)
- College Hoops 2K7 (2006)
- Don King Boxing (2009)
- Don King Presents: Prizefighter (2008)
- ESPN NFL 2K5 (2004)
- Major League Baseball 2K5 (2005)
- Major League Baseball 2K6 (2006)
- Major League Baseball 2K7 (2007)
- Major League Baseball 2K8 (2008)
- Major League Baseball 2K8 Fantasy All-Stars (2008)
- Major League Baseball 2K9 (2009)
- Major League Baseball 2K9 Fantasy All-Stars (2009)
- Major League Baseball 2K10 (2010)
- Major League Baseball 2K11 (2011)
- Major League Baseball 2K12 (2012)
- Major League Baseball 2K13 (2013)
- MLB Front Office Manager (2009)
- MLB Power Pros (2007)
- MLB Power Pros 2008 (2008)
- MLB Stickball (2008)
- MLB Superstars (2008)
- NBA 2K6 (2005)
- NBA 2K7 (2006)
- NBA 2K8 (2007)
- NBA 2K9 (2008)
- NBA 2K10 (2009)
- NBA 2K11 (2010)
- NBA 2K12 (2011)
- NBA 2K13 (2012)
- NBA 2K14 (2013)
- NBA 2K15 (2014)
- NBA 2K16 (2015)
- NBA 2K17 (2016)
- NBA 2K18 (2017)
- NBA 2K19 (2018)
- NBA 2K20   (2019)
- NBA 2K21   (2020)
- NBA 2K22   (2021)
- NBA 2K23   (2022)
- NBA 2K24   (2023)
- NHL 2K6 (2005)
- NHL 2K7 (2006)
- NHL 2K8 (2007)
- NHL 2K9 (2008)
- NHL 2K10 (2009)
- NHL 2K11 (2010)
- The Bigs (2007)
- The Bigs 2 (2009)
- Top Spin (2004)
- Top Spin 2 (2006)
- Top Spin 3 (2008)
- Top Spin 4 (2011)
- Top Spin 2K25 (2024)
- Torino 2006 (2006)
- World Poker Tour (2005)
- WWE 2K14 (2013)
- WWE 2K15 (2014)
- WWE 2K16 (2015)
- WWE 2K17 (2016)
- WWE 2K18 (2017)
- WWE 2K19 (2018)
- WWE 2K20 (2019)

## Développeurs internes
Actuel
- Visual Concepts

Fermés
- Indie Built (fermé en 2006)
- Kush Games (fermé en 2008)
- PAM Development (fermé en 2008)
- Venom Games (fermé en 2008)